# 寿寧県
寿寧県（じゅねい-けん）は中華人民共和国福建省に位置する省直轄の県であり、しばらくの間、寧徳市の代理管轄下に置かれている。

## 歴史
1455年（景泰6年）に福安県・政和県より分割され寿寧県が設置される。

## 行政区画
下部に8鎮、6郷を管轄する
- 鎮
  - 鰲陽鎮、斜灘鎮、南陽鎮、武曲鎮、犀渓鎮、平渓鎮、鳳陽鎮、清源鎮
- 郷
  - 大安郷、坑底郷、竹管壠郷、芹洋郷、托渓郷、下党郷

## 交通

### 道路
- 高速道路
  -  溧寧高速道路（中国語版）
- 国道
  - G235国道（中国語版）